# Le Albere
Le Albere è un quartiere di Trento progettato da Renzo Piano. È così chiamato in riferimento a populus alba, nome scientifico del pioppo bianco ripreso dal dialetto locale, che dava già il nome al vicino palazzo delle Albere. Costituisce un ambizioso progetto di riqualificazione ambientale a seguito della dismissione della fabbrica trentina Michelin, formato da 300 unità abitative, 18.000 metri quadrati di uffici, 9.000 di negozi, 28.000 di spazi aperti – viali, piazze e canali – e cinque ettari di parco.

## Struttura

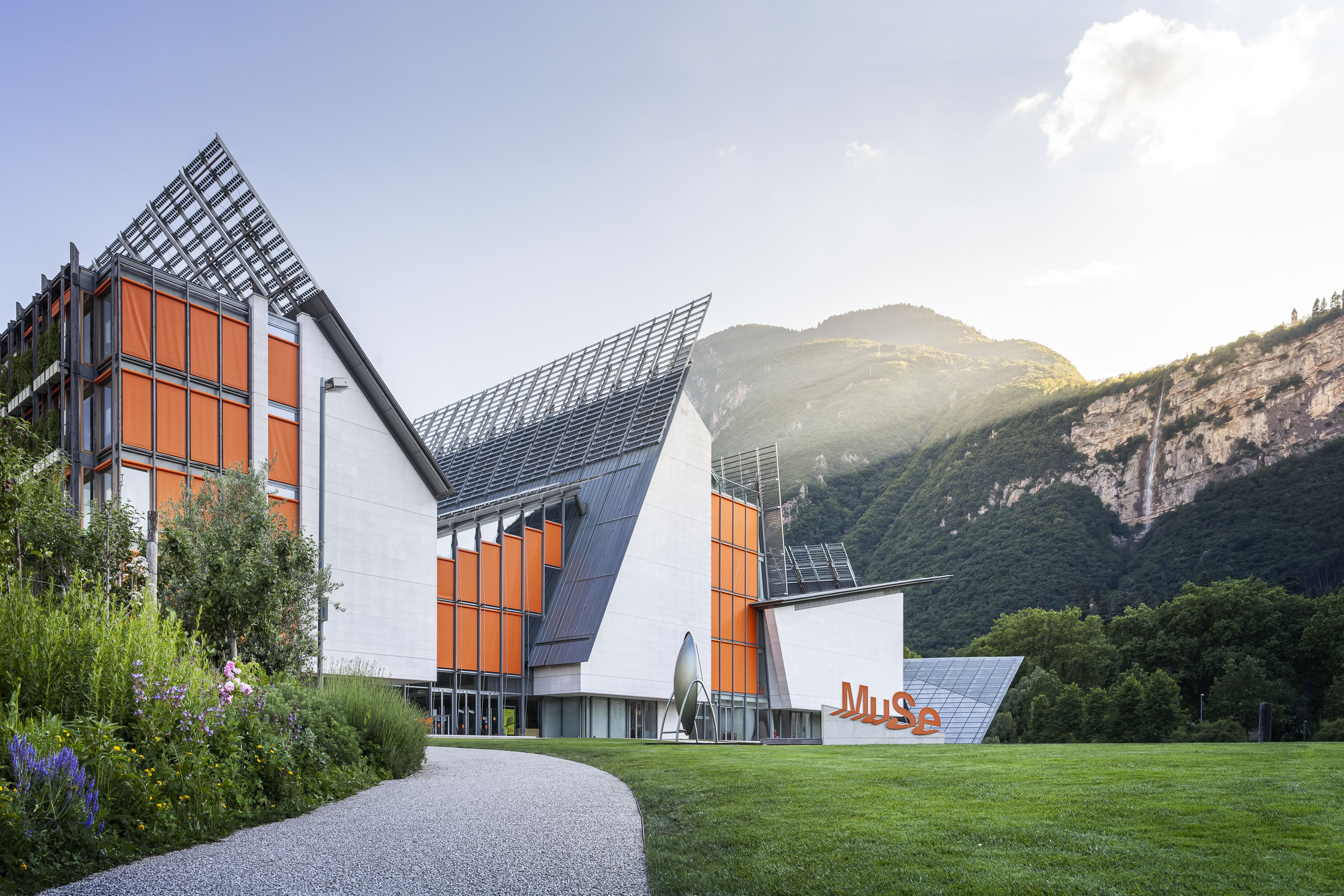
Il MUSE

Il complesso, inaugurato l'8 luglio 2013, è costituito da diciotto palazzine per un totale di 350 fra appartamenti, esercizi commerciali e uffici. Affiancato al MUSE, si snoda in direzione sud. Un asse pedonale lungo 300 metri, che lo attraversa unendo in linea retta la struttura museale e il centro culturale polifunzionale, è costeggiato da entrambi i lati da edifici che variano in altezza dai quattro ai cinque piani, con facciate di color verde caratterizzate da griglie di legno nelle quali si inseriscono le finestre e i poggioli. Oltre al legno, nel rispetto della tradizione trentina viene utilizzata per i marciapiedi una pietra nelle due diverse tipologie Rosso Trento e Verdello, così come impiegata nel centro storico del capoluogo. Un altro asse, anch'esso fiancheggiato da edifici, converge diagonalmente verso il centro congressi (divenuto poi sede della Biblioteca Universitaria Centrale), percorso da un canale che assieme ad altri condotti trasversali e agli specchi d'acqua adiacenti al MuSe forma una scorta utile per l'irrigazione e in caso di incendio.
Gli interni sono provvisti di grandi vetrate che rendono gli ambienti luminosi, e sono stati abbelliti da marmi, ceramiche e legni pregiati. Le auto non possono circolare e vanno posteggiate in un parcheggio sotterraneo su due livelli capace di 2.000 posti per i veicoli dei residenti e degli ospiti, dotato di avanzati sistemi di sicurezza e di videosorveglianza. Un parco che si estende dal complesso residenziale fino alla sponda sinistra del fiume Adige occupa una superficie di cinque ettari.

## Soluzioni di ecosostenibilità

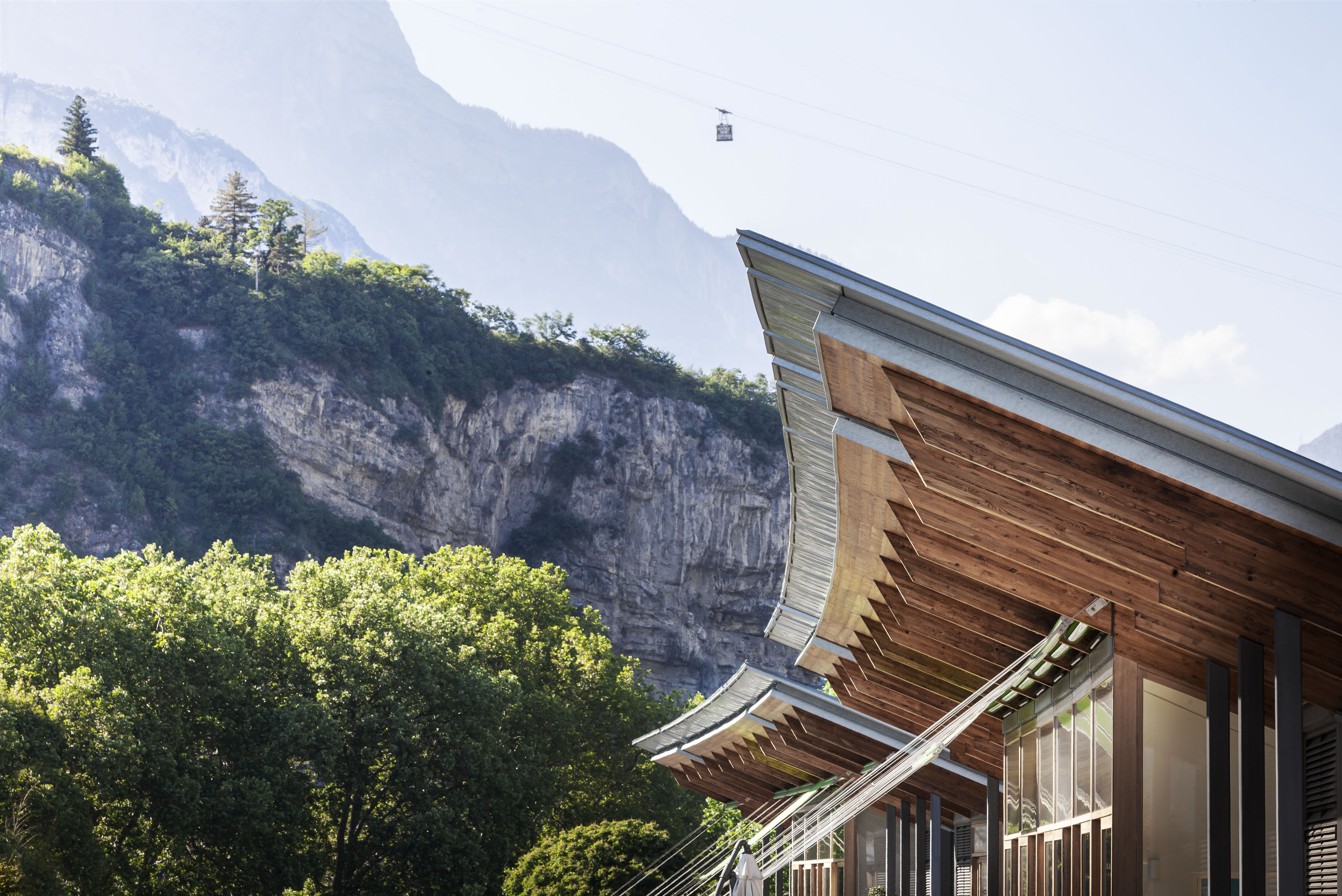

Il progettista è partito dall’idea di creare un complesso urbano riqualificando l’area dell’ex stabilimento trentino che produceva pneumatici Michelin, e nel massimo rispetto possibile delle esigenze di sostenibilità ecologica. Ha dichiarato fra l’altro Renzo Piano che «Le Albere è un classico esempio di trasformazione dei brownfields, i terreni industriali dismessi, in greenfields, un terreno cementato che diventa in gran parte verde, l’opposto di quello che si è fatto per tanti anni nelle città»; aggiungendo che «Usare il legno è già di per sé un’attività intelligente perché è un materiale che viene dalle foreste, e le foreste si rinnovano, per cui di fatto è energia rinnovabile oltre che perfettamente riciclabile.» Nel quadro del risparmio energetico, i tetti degli edifici sono dotati di pannelli fotovoltaici per la produzione di energia elettrica, i serramenti sono realizzati per contenere la dispersione termica, così come le tecniche di tamponamento e la tipologia di materiali isolanti. Una centrale produce il caldo e il freddo per il fabbisogno del complesso e alimenta diverse sottocentrali poste nei piani interrati, rendendo ottimale la gestione dell'energia generata. Secondo le valutazioni ipotizzate da Piano, questi accorgimenti dovrebbero ridurre il consumo energetico di due terzi rispetto a un normale edificio.

## Critiche
Non sono mancate voci critiche rispetto al progetto, visto che un "parco fluviale" aperto alla cittadinanza inizialmente promesso non fu invece mai realizzato. Anche l'adattamento di un edificio del complesso a sede della Biblioteca universitaria di Trento, poco funzionale perché originariamente destinato ad altro uso, ha suscitato perplessità.